# Тапакуло нагірний
Тапакуло нагірний (Scytalopus opacus) — вид горобцеподібних птахів родини галітових (Rhinocryptidae).

## Поширення
Поширений в центральних Андах Колумбії (від Кальдасу) на південь до південно-східного Еквадору (до Лохи). Його природним середовищем проживання є підліски вологих гірських лісів і високогірних чагарників, так званих парамос. Трапляється на висотах від 2600 до 4000 м.

## Опис
Птах завдовжки приблизно 10,5 см. Самці важать від 13,9 до 17,9 г, а самиці від 13,4 до 16 г. Самці темно-сірі зверху і від сірого до темно-сірого на більшій частині нижньої сторони. Боки та підхістя від коричневого до темно-коричневого кольору з темнішими смугами. Самиця коричнева зверху і від блідо до сірого кольору на більшій частині нижньої сторони. Як і у самця, має коричневі боки та підхвістя.